# Anoplolepis simulans
Anoplolepis simulans é uma espécie de formiga do gênero Anoplolepis, pertencente à subfamília Formicinae.